# Tiberinsel
Die Tiberinsel (italienisch: isola Tiberina, lateinisch: insula Tiberina) ist eine kleine Insel im Fluss Tiber in Rom. Sie ist ca. 270 m lang und bis zu 67 m breit.

## Geschichte
Einer Sage nach soll sie entstanden sein, als das römische Volk seinen letzten etruskisch-römischen König Tarquinius Superbus vertrieb und dabei die vom Marsfeld geplünderten Kornähren, die dem König gehörten, in den Tiber warf. Tatsächlich ist die Tiberinsel von zentraler Bedeutung für die Stadt Rom. Da sie die Überquerung des Flusses erleichtert, war es möglich, an dieser Stelle die Straßen weiterzuführen, die die nördliche tyrrhenische Küste mit der südlichen verbanden. Dies machte diese Insel zu einem strategisch wichtigen Punkt, der wohl einer der wichtigsten Faktoren für die Entstehung von Rom war. Die Insel ähnelt in ihrer Form einem Schiff, und ein Obelisk, der sich früher in der Mitte der Insel befand, unterstrich als „Mast“ diese Ähnlichkeit.
Als 293 v. Chr. eine schwere Seuche die Stadt heimsuchte, entschloss man sich nach Befragung der sibyllinischen Bücher, eine Gesandtschaft nach Epidauros zu schicken, zum wichtigsten Kultplatz von Aesculap, dem Gott der Heilkunst. Die Triere kehrte der Sage nach aus Epidaurus mit einer heiligen Schlange zurück, dem Symbol des Gottes. Bei den Navalia am Marsfeld tauchte die Schlange in den Fluss und schwamm zur Insel, wo sie verschwand. Auf diese Weise wurde der Platz für einen heute nicht mehr erhaltenen Tempel bestimmt. Der sofort eingeleitete Bau wurde 289 v. Chr. abgeschlossen und der Tempel eingeweiht. Der wahre Grund für die Errichtung des Tempels dürfte allerdings die Isolation dieses Ortes gewesen sein.
Neben dem Tempel wurden Portiken und weitere Gebäude errichtet, um die kranken Pilger, die hier auf eine Wunderheilung hofften, unterzubringen. Es sind mehrere Inschriften, die Wunderheilungen bezeugen, Votivtafeln und Weihegeschenke an die Gottheit erhalten. Kranke Sklaven, deren Pflege ihren Herren zu lästig geworden war, wurden auf die Insel geschickt. Kaiser Claudius erklärte alle Sklaven für frei, die auf der Insel gesundeten.
Des Weiteren befand sich an der Westspitze der Insel der Tempel des Faunus.
Als in Italien ab 1943 die Judendeportationen begannen, erfand der Arzt des auf der Insel untergebrachten Krankenhauses, Giovanni Borromeo, die Krankheit Morbus K. Dadurch bot er 40–50 Juden Schutz vor den Nazis, da sie in dem Krankenhaus vermeintlich isoliert worden waren und die deutschen Soldaten sich ihnen nicht zu nähern trauten.

## Nutzung
Die Insel ist über zwei Brücken mit dem Festland verbunden. Zum linken Ufer führt die 62 v. Chr. errichtete und noch erhaltene Pons Fabricius; zum rechten Ufer, nach Trastevere führt der 46 v. Chr. errichtete Pons Cestius. Letzterer wurde um 370 von den Kaisern Valentinian I., Valens und Gratian erneuert und gegen Ende des 19. Jahrhunderts vollständig umgebaut.
Heute befinden sich auf der Insel die Basilika San Bartolomeo all’Isola und ein vom Orden der Barmherzigen Brüder geführtes Krankenhaus (Ospedale Fatebenefratelli).
Die Insel wird seit dem späten 19. Jahrhundert von der jüdischen Gemeinde Roms genutzt, die dort unter anderem ein Krankenhaus unterhält und 1937 eine kleine Synagoge, den Tempio dei Giovani, einrichtete, die 1985 wiedereröffnet wurde.

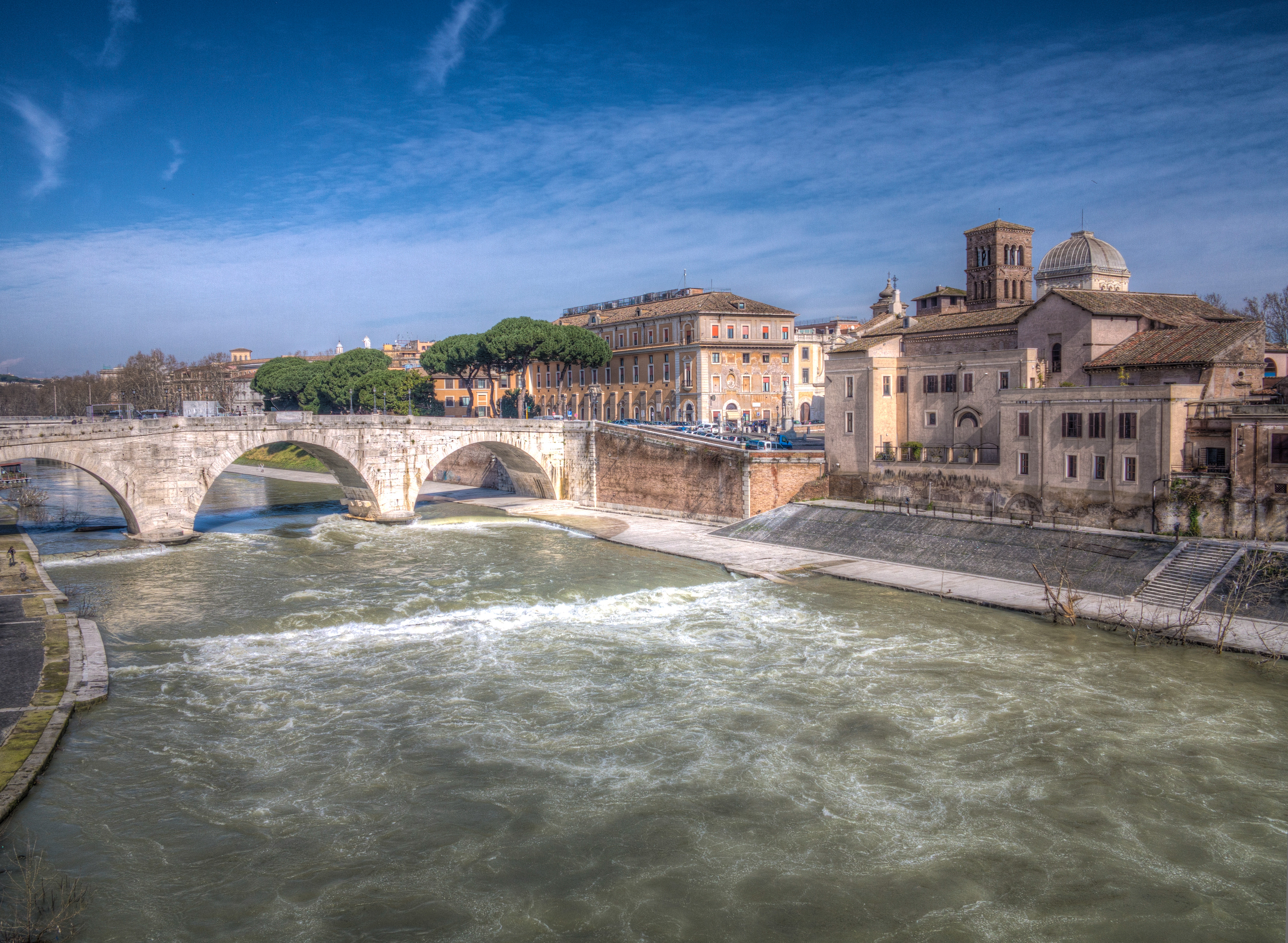
Die südwestliche Seite der Tiberinsel
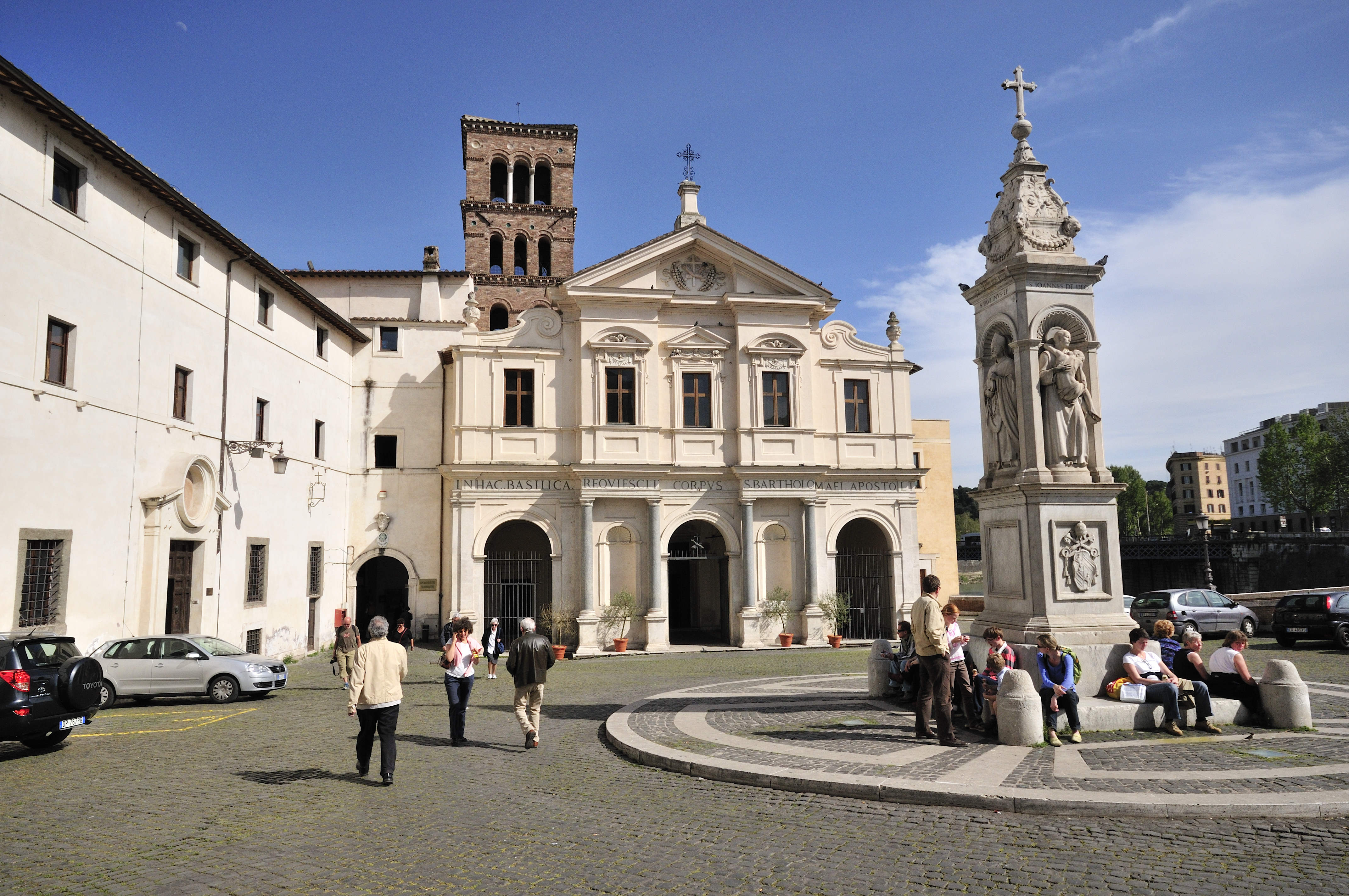
Die Kirche San Bartolomeo all’Isola auf der Tiberinsel